# Umuara fasciata
Umuara fasciata là một loài nhện trong họ Anyphaenidae.
Loài này thuộc chi Umuara. Umuara fasciata được John Blackwall miêu tả năm 1862.